# Retraite (comics)
Pour les articles homonymes, voir Retraite.
Retreat est le sixième arc narratif de Buffy contre les vampires, saison huit. Il s'agit du premier arc narratif de la saison à faire l'objet de cinq parties. On y retrouve le personnage d'Oz, dont la dernière apparition datait de la fin de la quatrième saison de la série télévisée, mais aussi le personnage de Riley Finn, qui était réapparu brièvement à la fin du quatrième arc narratif Autre temps, autre tueuse.

## Résumé
Dans un monde qui adule les vampires et redoute les Tueuses, Buffy et son Armée n'ont d'autre choix que la retraite. Mais Crépuscule et ses sbires sont à leurs trousses, et la force magique des tueuses les rend faciles à localiser. Seule solution : renoncer à ce pouvoir, en suivant l'exemple d'Oz, l'ex-loup-garou. Les disciples de Buffy et Willow s'emploient donc à redevenir « normales ». Mais un tel destin est-il possible pour une tueuse de vampires ou une sorcière ?

## Détail de l'intrigue

### #26 - Retraite, part 1
Willow, transformée en mouette, transporte dans son bec Buffy qui a pris l'apparence d'un poisson ! Elles arrivent à leur nouvelle base, obligées de se cacher depuis que les vampires sont aimés du public, et les tueuses haïes. Elles retrouvent là Satsu et Kennedy.
Faith et Giles sont cachés dans un bunker sous Berlin, mais se font attaquer par une armée de démons. Andrew et ses tueuses se cachent dans les souterrains de Rome. Andrew se retrouve seul face à Warren, qui tente de le rallier à sa cause, mais alors qu'il s'apprête à lui faire une proposition, des démons les attaquent et Amy téléporte Warren en sécurité. Giles, Faith et Andrew décident de se retrouver, avec Buffy.
Willow se réveille en sursaut et court prévenir Buffy que leur base a été découverte et qu'une armée de démons va bientôt les attaquer. Tout le groupe est réuni quand les démons attaquent. Ils utilisent la magie pour se défendre mais Willow découvre que cela permet à Twilight de découvrir leur emplacement. Tout le monde prend alors la fuite à l'aide du sous-marin de Satsu. À l'intérieur, Buffy confie à Giles qu'elle est allée dans le futur pour tuer Willow. Cette dernière utilise un dernier sort pour téléporter le sous-marin auprès d'une personne qui a su réduire la magie en lui: Oz.

### #27 - Retraite, part 2
Amy annonce à Twilight que Buffy et toutes les personnes présentes à bord du sous-marin sont mortes noyées.
Il sous-entend qu'il connaît très bien Buffy et qu'il sait qu'elle n'est pas morte. Un des partisans de Twilight lui apporte un relevé montrant une « pointe » (en anglais : « spike ») de magie en Asie centrale. En entendant « spike », Riley et Twilight pensent au vampire blond... Oz présente sa femme, Bay, et son fils, Kelden, et explique qu'il s'est libéré du loup en « expulsant » la magie qui est en lui et en la renvoyant à la terre. Il va apprendre aux tueuses comment faire de même. Mais des loups-garous rebelles, à la manière de Veruca, en veulent à Oz. Pendant ce temps Twilight se téléporte à son tour en Asie centrale avec son armée, bien décidé à trouver Buffy...

### #28 - Retraite, part 3
Andrew se précipite dans la chambre de Giles pour l'informer qu'il est certain qu'il y a un espion parmi eux, et que Twilight ne va pas tarder les trouver. Giles le dissuade d'en parler, car cela engendrerait la suspicion entre tous les autres. Andrew décide quand même d'enquêter, s'équipant de sa caméra, comme dans l'épisode de la septième saison intitulé Storyteller. Il interroge les filles pour tenter de déceler l'espion.
Xander avoue à Buffy qu'il a entendu sa discussion avec Giles et qu'il sait ce qui attend Willow dans le futur. Buffy se décide à annoncer prochainement la nouvelle à Willow, et Xander lui demande de venir le voir après, pour s'épauler.
Willow est sur les nerfs, elle ne supporte pas de devoir se séparer de sa magie, croyant que sans, elle n'est rien. Oz tente de la réconforter mais elle l'accuse de cacher sa véritable nature en prétendant être normal avec une famille, et ses yeux virent au noir... Oz propose de lui confier le bébé, ce qui l'émeut. Plus tard, Buffy annonce à Willow ce qui se passera dans le futur. Mais elle prend la nouvelle à la légère, étant persuadée qu'elle peut empêcher ça en y travaillant dans le présent.
Buffy va donc rejoindre Xander dans sa chambre, mais elle découvre avec stupeur qu'il est en train d'embrasser sa sœur, Dawn ! Andrew commente en disant qu'il est maintenant le seul à avoir un secret...
Andrew réunit tout le monde, pour annoncer publiquement à Willow qu'il croyait qu'elle pouvait être le traitre, mais qu'il avait tort... À ce moment, un chat qui trainait avec le gang tout au long de l'épisode se téléporte; tout le monde pense que c'était Amy, sûrement partie prévenir Twilight que sa mission d'espionnage est terminée...

### #29 - Retraite, part 4
Les tueuses et Willow n'ont désormais plus de pouvoirs et se préparent à lutter sans. Willow a beaucoup de mal à accepter de ne plus avoir de magie. Quant à Buffy, elle refuse de se servir d'armes à feu, mais les tueuses devront se défendre et elle n'a pas le choix.
L'armée arrive bientôt, avec tanks et avions, que les tueuses éliminent avec des lance-roquettes et les torpilles du sous-marin.
Monroe, le chef des loups-garous, décide d'aider les tueuses, faisant remarquer à Oz que, s'ils affrontent Twilight, ils sont tous les deux du côté qui veut sauvegarder la magie.
Buffy réalise que les tueuses sont en train de perdre, et qu'il leur faut récupérer leurs pouvoirs. Bay, la femme de Oz, est grièvement blessée, mais Buffy insiste pour savoir où est partie l'essence de leurs pouvoirs. Elle leur explique que la magie est offerte à des déesses qui les protègent en échange. Buffy décide de les appeler, et 3 géantes apparaissent sur le champ de bataille, peu ravies d'avoir été réveillées...

### #30 - Retraite, conclusion
Les 3 déesses attaquent l'armée de Twilight. Buffy saute dans une jeep, accompagnée de Willow et Satsu, pour retourner au temple.
Twilight observe la scène de loin et commente qu'une déesse va presque tuer Buffy. Juste après, la jeep manque de se faire écraser par une déesse, comme si Twilight l'avait vu avant que ça ne se produise...
Buffy réalise alors que les déesses frappent au hasard et exterminent aussi des tueuses. Bay explique qu'elles ont été trop longtemps éloignées de l'humanité, et qu'elles ne savent plus ce qu'elles doivent protéger.
Sur la route, Buffy récupère Riley, presque mort, et le ramène au temple. Depuis le début, il espionnait pour le compte de Buffy. Elle ordonne aux tueuses de ressortir pour chercher les personnes blessées, même celles de l'armée de Twilight. En sortant, elle se fait agripper par une déesse qui la porte à son visage pour l'examiner, puis la laisse tomber. Quand Buffy revient à elle, 5 heures ont passé et les montagnes sont enneigées. L'armée de Twilight a fait des prisonniers, dont Giles.
Buffy se relève et réalise qu'elle flotte au-dessus de la montagne...

## Publication française
Ce sixième volume a connu de nombreux reports de publication avant d'être finalement commercialisé le 9 juin 2010. Au départ prévu pour le mois de mars, les problèmes puis finalement la disparition du label Fusion Comics auront largement retardé la date de sortie de Retraite. Repris finalement par Panini Comics, Buffy se voit doté d'une date de sortie au début du mois de mai, mais pour des raisons inconnues, ce n'est qu'un mois plus tard que paraîtra l'album tant attendu.